# Palazzo Bonaventura Odasi
Palazzo Bonaventura Odasi è un edificio di Urbino ed uno dei più estesi del centro storico. 

## Storia

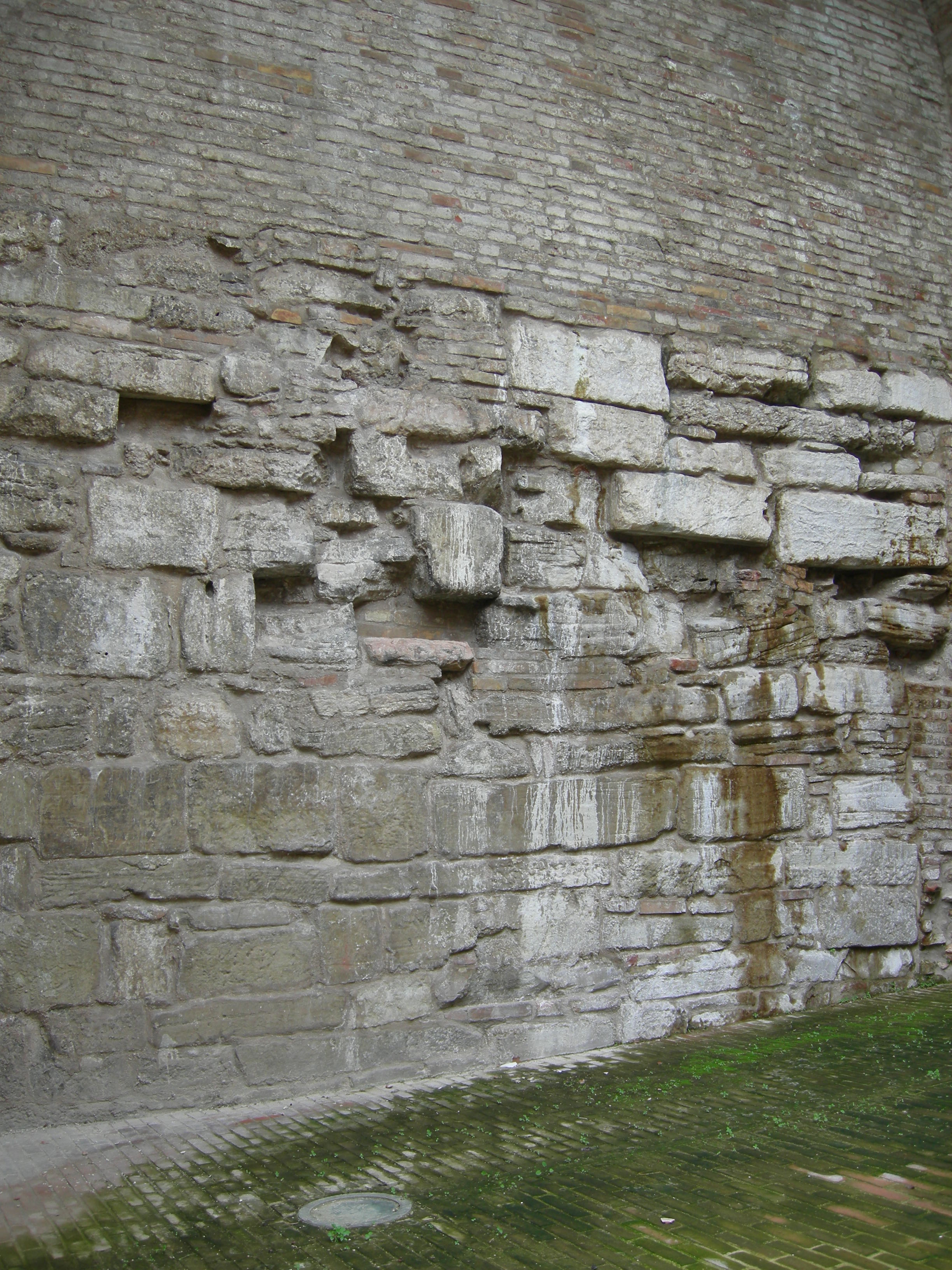
I resti delle mura romane sotto il palazzo

Il palazzo sorge ai margini della città romana, tanto che alcune parti dell'antica cinta muraria sono state inglobate nel muro di sostegno del giardino, verso via Budassi. I primi proprietari conosciuti ed anche coloro che hanno maggiormente ampliato ed arricchito il palazzo furono i Bonaventura, famiglia originaria delle campagne intorno ad Urbino, giunta in città verso il XIV secolo e sviluppatasi in più rami con diversi nomi (Bonaventura, Arcangeli e Giordani), ma mantenendo lo stesso stemma, un leccio sopra a sei monti. In questo palazzo si stabilì il ramo Arcangeli.
I lavori di sistemazione e di progressivo ampliamento del palazzo iniziarono verso gli anni quaranta del XV secolo e proseguirono fin oltre la metà del XVI secolo, anche dopo il passaggio alla famiglia degli Odasi, originaria di Padova. La cessione del palazzo a quest'ultima famiglia avvenne mediante permuta, perché il palazzo dei Bonaventura-Arcangeli era troppo vasto e bisognoso di urgenti lavori di risistemazione per la famiglia, mentre la vicina Casa Odasi, che occupava parzialmente l'area dell'attuale giardino, era più piccola e in migliori condizioni.
Gli Odasi mantennero la proprietà fino agli inizi degli anni settanta del XVII secolo, quando Laura Caterina Odasi, ultima esponente della famiglia, sposò Matteo Grillotti, sancendo così il passaggio di proprietà del palazzo a quest'ultima famiglia; fino agli inizi degli anni sessanta del XVIII secolo, quando si estinse anche tale famiglia e il palazzo passò alla Fraternita di Santa Maria della Misericordia.
Verso il 1886, fu comprato dal Comune di Urbino per sistemarvi un asilo, nato nel 1861 per volere di Lorenzo Valerio, regio commissario straordinario per le Marche, precedentemente ospitato nell'ex convento di San Girolamo. Quest'ultima destinazione d'uso comportò i più gravi stravolgimenti per il palazzo, in parte sanati con l'ultimo restauro, avvenuto agli inizi del XXI secolo.
In occasione del restauro dei primi anni del XXI secolo, furono recuperati molti ambienti del palazzo, soprattutto al primo piano e in quello seminterrato. In quest'ultimo piano vi fu inizialmente allocato il Museo della Città (inaugurato il giorno 8 giugno 2007), poi sostituito, a partire dal 2015, dalla Casa della Poesia. Al piano terra vi è rimasta la Scuola dell'Infanzia "Lorenzo Valerio" dell'Istituto Comprensivo Statale "P. Volponi - G. Pascoli". Nel 2023 gli ambienti del piano seminterrato (ex Casa della Poesia) sono stati dati in concessione all'Accademia di Belle Arti, che vi ha allocato la sede della Scuola di Nuove Tecnologie dell'Arte.

### Giardino del palazzo
Si tratta di un ampio giardino, situato sul lato meridionale del palazzo, dotato anche di un ingresso indipendente a monte (lato occidentale) su via Valerio, da cui è diviso mediante un alto muro di cinta. Invece a valle (lato orientale) si apre verso il paesaggio ed affaccia su via Budassi. Dalla fine del XIX secolo è usato dall'attigua Scuola Materna e si caratterizza per la presenza di un platano, risalente probabilmente al 1700 circa, inserito dal Ministero delle politiche agricole, alimentari e forestali nell'elenco nazionale degl'alberi monumentali secondo quanto stabilito dalla legge 10/2013.

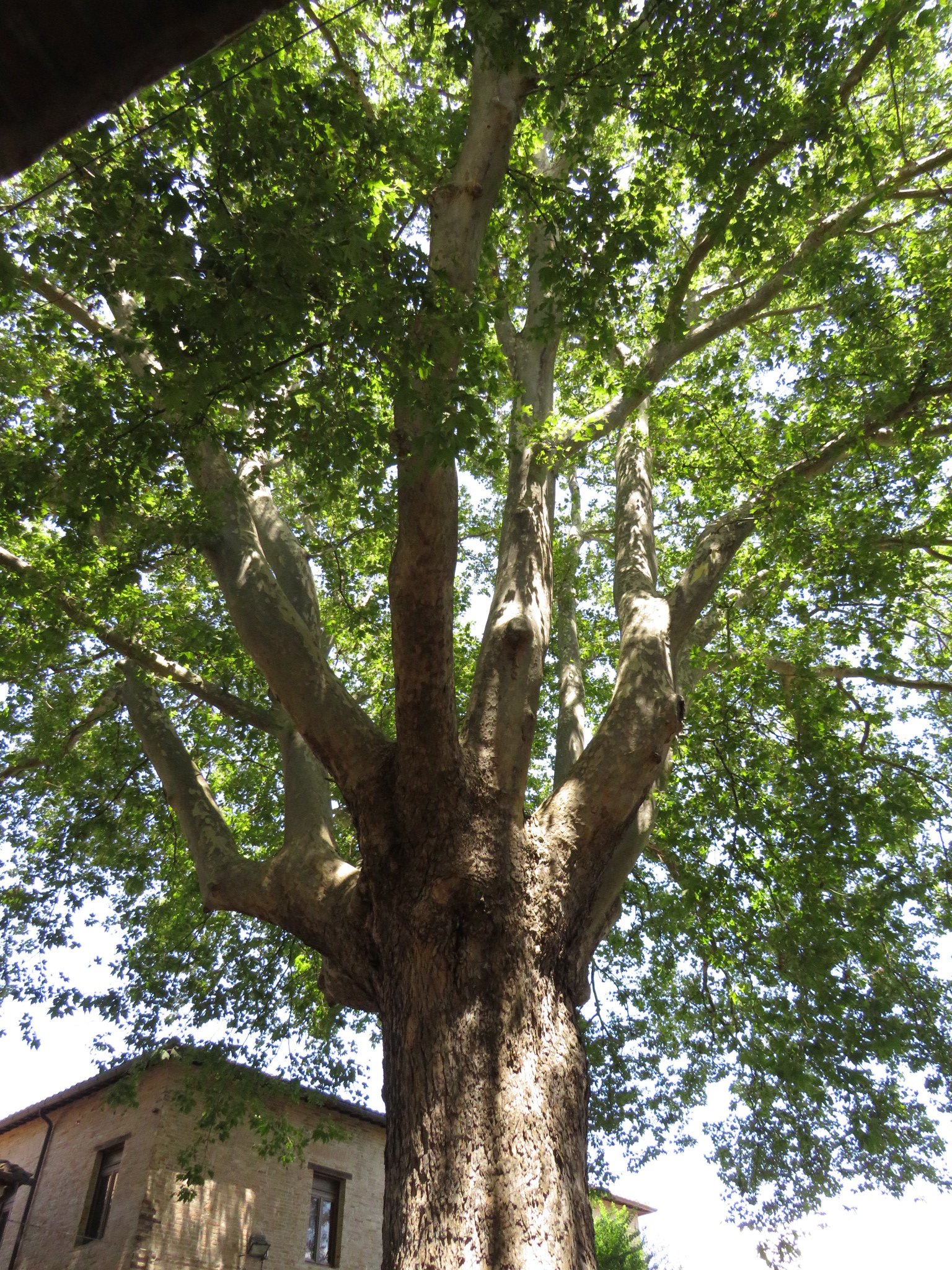
Il platano monumentale nel giardino

Fino alla metà del XVIII secolo, su parte dell'area sorgeva un'antica casa; appartenuta alla famiglia Odasi, fin dagl'inizi del XVI secolo, quando era stata acquistata da Ludovico, segretario del duca Guidobaldo da Montefeltro. Gli Odasi ne rimasero proprietari fino alla permuta con i vicini Bonaventura, verso gli anni sessanta dello stesso secolo.
Sul finire del XVII secolo appartenne alla famiglia Oddi, per poi essere ceduta, agl'inizi del terzo decennio del XVIII secolo, alla Congregazione dei Santi Venanzio e Liborio. Tale congregazione aveva il progetto di voler costruire in quel sito la propria chiesa, ma poi preferì ristrutturare la chiesa di San Pietro Celestino, nell'odierna Via Saffi, e così cedette la casa alle Maestre Pie Venerine, non prima di aver prelevato alcuni materiali di recupero, per rivenderli e coprire le spese di ristrutturazione dell'altra chiesa.

## Descrizione
Si trova sul declivio del versante orientale del colle del Poggio. La facciata principale prospetta, a monte (lato occidentale), verso via Lorenzo Valerio; mentre il lato settentrionale confina in parte con palazzo Felici Bonaventura e in parte con via dei fornari. Il lato meridionale, tramite l'ampio giardino, confina con palazzo Cerioni; invece a valle (lato orientale) il palazzo confina con altri fabbricati mentre il giardino affaccia su via Francesco Budassi.
Nonostante gli stravolgimenti e le mutilazioni delle epoche successive, il palazzo conserva ancora la testimonianza, soprattutto nella mole, del passato splendore quattrocentesco.
Ancora oggi, nonostante le modifiche del XIX secolo, nel palazzo si possono ben distinguere due parti, una superiore e una inferiore.
La porzione inferiore è dominata al centro dal cortile porticato, risalente al XIV secolo (ma modificato nel secolo successivo), e attorno al quale si sviluppa la maggior parte degli ambienti del piano seminterrato. Il cortile ha un ingresso principale abbellito da un portale ogivale, collegato da un vialetto (in parte coperto) a via Valerio, chiuso alla fine del XIX secolo e riaperto nei recenti lavori di restauro. Un ingresso secondario al cortile è posto sul lato settentrionale, verso via dei fornari. Dal piano seminterrato si accede ad una stanza sottostante e dotata di un autonomo ingresso a valle (lato orientale) su via Budassi, realizzato a seguito dei recenti restauri.
Invece nella porzione superiore spicca la loggia sulla facciata principale, sostenuta da due colonne di ordine ionico, e decorata da un pregevole soffitto ligneo dipinto, a cassettoni, recante sia gli stemmi della famiglia Bonaventura che gli stemmi e alcune sigle del duca Federico III da Montefeltro. Quest'ultime sono F.D., acronimo di Federicus Dux, F.F., acronimo di Federicus Feltrius, e SE.P.FE., acronimo di Secunda per Federicum, in particolare quest'ultima voleva significare che la famiglia Bonaventura - Arcangeli era la seconda più importante dopo quella ducale, in modo da ostentare i forti legami intessuti tra la famiglia e la corte. La loggia è antistante agli ingressi principali, posti sul lato orientale, per il piano terra e il primo piano, ed affaccia a monte su un piccolo slargo verso via Valerio (lato occidentale). Per il resto, altre parti notevoli sono costituite da alcuni portali in pietra, in stile rinascimentale, nel piano terra e in quello seminterrato. Un altro resto del passato splendore del palazzo è testimoniato da un battente di porta con decorazioni gotiche, ora conservato presso la Galleria Nazionale delle Marche.